# Ebersdorf (Saalburg-Ebersdorf)
Ebersdorf (amtlich Ebersdorf/Thüringen) ist ein Ortsteil der Stadt Saalburg-Ebersdorf im Saale-Orla-Kreis in Thüringen.

## Geografie
Ebersdorf liegt 520 m über NN westlich der Bleilochtalsperre etwa 10 km von Saalburg entfernt. Die Gemarkung von Ebersdorf befindet sich geologisch im Südostthüringer Schiefergebirge in unmittelbarer Nähe zu den Vorbergen des Frankenwaldes.
Mit den Linien 610 und 620 des Verkehrsunternehmens KomBus hat Ebersdorf Anschluss an die Städte Schleiz, Bad Lobenstein, Lehesten, Naila und Ziegenrück.

## Geschichte
Ebersdorf wurde erstmals in einer Urkunde erwähnt, die auf 1401 datiert ist. Der Ort war von 1678 bis 1848 Residenz des Fürstentums Reuß-Ebersdorf.
Die evangelisch-lutherische Kirche St. Christophorus wurde 1622 gebaut. Eine Vorgängerkirche wurde bereits 1589 erwähnt.
Besonders geprägt wurde Ebersdorf durch die Ansiedlung der Herrnhuter Brüdergemeine. Als Zinzendorf 1722 Erdmuthe Dorothea Gräfin Reuß-Ebersdorf heiratete, kamen schon bald Mitglieder der Herrnhuter Brüdergemeine als Bedienstete in das Ebersdorfer Schloss. Gefördert durch die Fürsten Reuß-Ebersdorf siedelten sich weitere Herrnhuter im Ort an. Es gab Handwerker, Apotheker und einen Warenladen. Am 24. August 1745 wurde diese Gruppe – inzwischen auf rund 400 Brüder und Schwestern angewachsen – nach Dekret in die Selbstständigkeit entlassen. Mit Einweihung des Kirchensaales am 16. Oktober 1746 wurde sie eine eigenständige Kirchengemeinde, die auch missionarisch und diakonisch tätig war (Schwesternhaus – ab 1946 Altenheim, Kinderheime – jetzt Gästehaus).
Nach dem Gefecht bei Saalfeld am 10. Oktober 1806 übernachtete Napoleon Bonaparte im Schloss.
Am 7. April 1945 wurden 3100 KZ-Häftlinge von Buchenwald in Richtung Flossenbürg in Marsch gesetzt. Eine Gruppe erreichte am 11. April 1945 Ebersdorf. Auf dem dortigen Friedhof gibt es eine Grabplatte für zwölf unbekannte „ausländische Bürger des Zweiten Weltkriegs“. Näheres über ihre Identität und ihr Schicksal ist nicht bekannt. Bei einer anderen Gruppe kam es auf dem Weg nach Gräfenwarth zu Tötungen von Häftlingen, die zunächst in Gruben an der Straße begraben und am 9. Juni in den Ehrenhain von Saalburg umgebettet wurden. Der dortige Gedenkstein zeigt den Rosa Winkel und spricht von 64 Menschen, „die auf dem Marsch aus dem KZ Buchenwald 1945 zusammenbrachen und ermordet wurden.“ Einer Häftlingskolonne aus Sonneberg gelang es, die Saale zu überqueren, bevor die Wehrmacht die Saalebrücke am 13. April 1945 sprengte, um das Vorrücken der Alliierten zu verhindern.
Die Einheitsgemeinde Ebersdorf/Thüringen entstand am 6. Mai 1993 durch den freiwilligen Zusammenschluss der vorher selbstständigen Gemeinden Ebersdorf, Friesau, Röppisch, Schönbrunn und Zoppoten mit ca. 2900 Einwohnern. Der Verwaltungssitz war in Ebersdorf.
Zum 1. Januar 2003 schloss sich Ebersdorf mit der Stadt Saalburg zur neuen Stadt Saalburg-Ebersdorf zusammen.

## Geschichte Park Ebersdorf

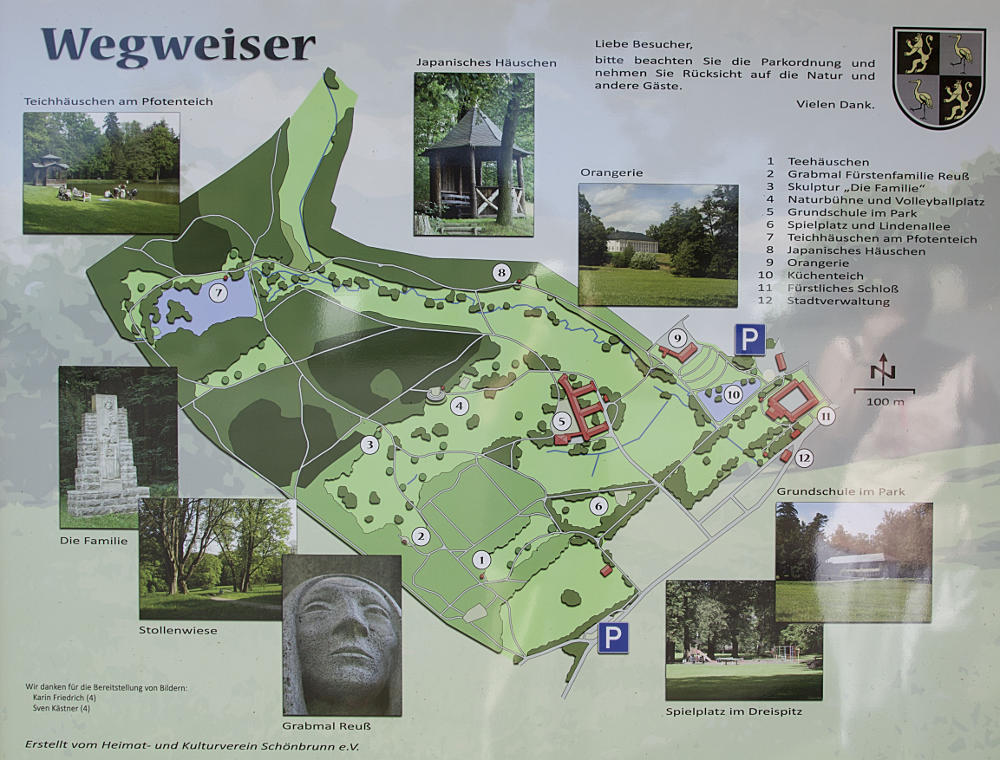
Wegweiser Park Ebersdorf

Mit der Erweiterung des fürstlichen Schlosses Ende des 18. Jahrhunderts wurde der Park durch den Dresdner Architekten Christian Friedrich Schuricht im englischen Stil angelegt. Flächen wurden aufgekauft und zehntausende Bäume gepflanzt. Eine Orangerie wurde erstmals 1731 erwähnt. Das heutige Orangerie-Gebäude entstand 1790.
In den fürstlichen Park- und Gartenanlagen wurden neben Sammlungen exotischer Pflanzen auch zahlreiche Tiere gehalten (Menagerien). Anfang des 19. Jahrhunderts gab es auch eine Fasanerie, wahrscheinlich in der Nähe des Pfotenteichs. Ernst Barlach schuf für die Familie Reuß im Park ein Grabmal, es handelt sich um die einzige Freilandplastik des Künstlers in Thüringen. Der Landschaftspark ist ein geschütztes Kulturdenkmal des Freistaates Thüringen.

## Naturdenkmäler
- Traubeneiche mit einem Brusthöhenumfang von 6,97 m (2014).[9]

## Persönlichkeiten

### In Ebersdorf geborene
- Auguste Reuß zu Ebersdorf (1757–1831), Herzogin von Sachsen-Coburg-Saalfeld, Stammmutter bedeutender Königshäuser
- Adelheid Reuß zu Ebersdorf (1800–1880), Adelige aus dem Haus Reuß und durch Heirat von 1854 bis 1867 Fürstin Reuß jüngerer Linie
- Ernst Albrecht (1810–1898), Gastwirt und Politiker
- Hermann Fasold (1813–1880), Pfarrer und Politiker
- Gustav Passolt (1813–1895), deutscher Lehrer, Pfarrer und Politiker
- Ludwig von Geldern (1834–1892), Landrat in Stuhm und Saarbrücken
- Edwin Hartenstein (1850–1920), deutscher Lehrer und Politiker
- Paul Ruckdeschel (1864–1942), Verwaltungsbeamter und Politiker
- Erich Martin (1890–1968), Lehrer und Naturwissenschaftler
- Ekkart Zimmermann (* 1946), deutscher Soziologe und Politikwissenschaftler

### Mit Ebersdorf in Verbindung stehend
- Friedrich Christoph Steinhofer (1706–1761), im Zeitraum 1734/1749 Hofkaplan beziehungsweise Hofprediger, Aufseher, Lehrer, Direktor des Waisenhauses; Mitbischof des lutherischen Tropus der Herrnhuter Brüdergemeine. Neben zahlreichen Veröffentlichungen zur Schriftauslegung Herausgeber des Ebersdorfer Gesangbuchs (zwei Auflagen 1742 und 1745).
- Reinhold Reuschel (1831–1919), deutscher Kaufmann und Politiker, Bürgermeister von Ebersdorf